# Унут
Унут — в стародавньому Єгипті богиня — покровителька 15-го верхньоєгипетського нома. Спочатку зображувалася у вигляді зайчихи, до кінця стародавнього царства стала зображуватися у вигляді левиці чи змія-урея; ототожнювалася з Сонячним Оком.
Зображення Унут можна побачити на Гербі міста Хемену, а також на дверях гробниці Аменхотепа III, що зберігається в Британському Музеї, в Лондоні.
З початком першого перехідного періоду культ Унут повністю витісняється культом Великої Вісімки, і в епоху Середнього царства практично перестає існувати.